# انا ا مالیت
انا ا مالیت (به لاتین: Ana e Malit) یک منطقهٔ مسکونی در آلبانی است که در شهرستان شکودر واقع شده‌است.

## خصوصیات
انا ا مالیت ۴۱٫۸ کیلومترمربع مساحت و ۵٬۸۵۹ نفر جمعیت دارد.